# Приморские Альпы (римская провинция)
Приморские Альпы (лат. Alpes Maritimae) — провинция Римской империи, одна из трёх небольших провинций, находившихся в Альпах на границе современных Франции и Италии.
Основным назначением этих провинций было поддержание в порядке дорог через альпийские перевалы. Приморские Альпы граничили с Нарбонской Галлией на западе, Коттскими Альпами на севере и Италией на востоке.
В 14 до н. э. область была взята под протекторат императором Октавианом Августом. Провинция на этом месте, по всей видимости, была организована при Нероне в 63 году, когда местному населению было предоставлено латинское право. Власть над провинцией была предоставлена прокуратору Августа. После реформ Диоклетиана, территория Приморских Альп была соединена с Коттскими Альпами и Нарбонской Галлией.
Столица Приморских Альп располагалась в Цеменелуме (лат. Cemenelum, сейчас район города Ницца во Франции), а в поздней античности была перенесена в Эбуродонум.
Местное население состояло из трёх основных племен: лигуров, капиллатов и монтанов. Об этих народах упоминает поставленный Августом трофей. В провинции располагалось три когорты: cohors Ligurum et Hispaniorum, cohors II Ligurum и cohors Nauticorum.